# Mark Poepping
Mark Poepping (* 13. November 1974 in Ochtrup) ist ein deutscher Regisseur. Zusammen mit dem Kameramann Mako Antonissen hat er 1999 die mmpro. film- und medienproduktion gegründet.
Nach dem Studium der Volkswirtschaft an den Universitäten Paderborn, Bonn und Hagen und Zwischenstationen in der Sendeleitung des WDR sowie der Öffentlichkeitsarbeit der Kinderserie Schloss Einstein, lernte Mark Poepping sein Regiehandwerk als Schüler des Dokumentarfilmers Konrad Herrmann, mit dem gemeinsam einige Filme entstanden. Sein Debütfilm Wind macht Arbeit erhielt 2003 den Stromerzählerpreis.
Der Film Zeit für mehr, einen Dokumentarfilm über Ganztagsschulen in Deutschland, bei dem er gemeinsam mit Roman Schikorsky Regie führte, feierte im Februar 2007 im Rahmen der Bildungsmesse didacta seine Premiere und erschien im Dezember 2007 im Beltz-Verlag unter dem gleichnamigen Titel auch als Buch. Seitdem dreht er zahlreiche Projekte im Bildungsbereich unter anderem für das Buddy-Projekt der Vodafone-Stiftung oder das Projekt Schulen ans Netz.
Zurzeit beschäftigt sich Mark Poepping intensiv mit dem Aufbau einer Plattform für miniDokumentationen im Web. Ein Netzwerk von Videojournalisten aus der ganzen Welt produziert Beiträge für tiva.tv, so der Name der Plattform der für the international videojournalist agency steht. tiva.tv lizenziert Beiträge an Online-Portale, Zeitungen, Zeitschriften, Handy-Anbieter und IPTV-Provider. tiva.tv hat es sich zum Ziel gesetzt, zur Demokratisierung der Medien beizutragen, in dem es einer Vielzahl von Journalisten die Möglichkeit bietet international zu arbeiten und ihre Geschichten zu erzählen.

## Filmografie
- 2002: Kein Amt für zarte Seelen (Regieassistenz)
- 2002: Wind macht Arbeit (Regie)
- 2003: Traumjob Polizist (Regieassistenz)
- 2004: Express zum Mars (Regie)
- 2005: Gemeinsame Gestaltung von Lern- und Lebenswelten (Regie)
- 2005: Kleine Fische (Regie)
- 2006: Berliner Ganztagsgrundschulen - Gut zu sehen (Regie gemeinsam mit Roman Schikorsky)
- 2006: Slovenci v Berlinu (Regie gemeinsam mit Roman Schikorsky)
- 2006: Zeit für mehr (Regie gemeinsam mit Roman Schikorsky)
- 2007: Buddy e.V. (Regie)
- 2007: Die Welt im Klimawandel (Produzent der weltweit ersten WebTV-Serie über den Klimawandel)
- 2007: Freie Lernorte (Regie und Produzent)
- 2007: McPaper AG – 20 Jahre McPaper (Produzent)
- 2008: Innenministerium NRW – Cebit Videpodcast (Produzent und Realisator)
- 2008: BMFSFJ Jugendschutz – Die Wette (Produzent)
- 2008: Innenministerium NRW Motorische Tests im Sportunterricht (Produzent und Regie)
- 2008: Innenministerium NRW – Rauchmelder retten Leben (Produzent)
- 2008: Diakonie – 6 virale Werbeclips/Soziale Berufe (Produzent)
- 2009: Naturwissenschaften entdecken – Dokumentation im Auftrag von Schulen ans Netz e.V. (Produzent und Regie)

## Auszeichnungen
- 2003: Stromerzählerpreis für Wind macht Arbeit